# Property Web
Property Web é uma plataforma de listagem de imóveis com sede nos EUA, operando em mais de 40 mercados nos Estados Unidos. Foi criado em 2019 e fontes indicam que tem atualmente mais de 10.000 visitantes únicos diários, com mais de 46.000 anúncios ao vivo, incluindo moradias, apartamentos e edifícios comerciais.
O modelo de negócios da plataforma é construído em torno da venda de leads e publicidade para agentes, corretores e outros do setor imobiliário.
Não está claro quem fundou a Property Web, mas o site atualmente é propriedade da Sobha Realty Co. em Delaware.